# Rue Jean-Veber
La rue Jean-Veber est une voie du 20e arrondissement de Paris, en France.

## Situation et accès

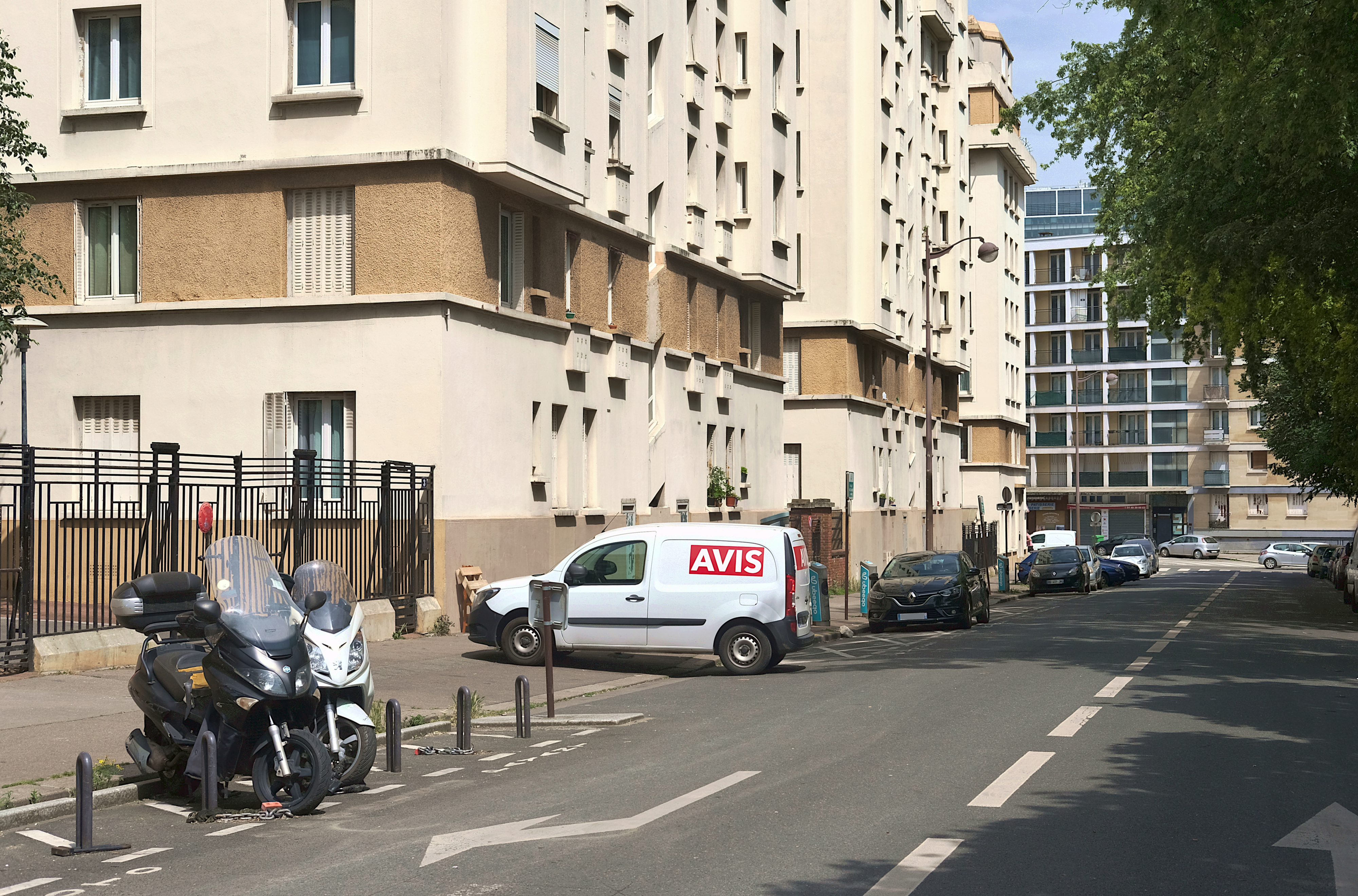
La rue Jean-Veber vue du boulevard Davout en 2024.

La rue Jean-Veber est une voie publique située dans le 20e arrondissement de Paris. Elle débute au 154, boulevard Davout et se termine au 67, rue Louis-Lumière.

## Origine du nom
Cette voie porte le nom de Jean Veber (1864-1928), dessinateur de presse et peintre français.

## Historique
Cette voie est ouverte sous sa dénomination actuelle par un arrêté du 23 janvier 1930 sur l'emplacement du bastion no 14 de l'enceinte de Thiers.